# Championnat d'Irlande de football 2002-2003
Navigation
Édition précédente Édition suivante
Le Championnat d'Irlande de football en 2002-2003. Bohemian Football Club remporte le titre de champion. C’est leur neuvième titre de champion, ce qui en fait le troisième club le plus titré du football irlandais.
La Premier Division se dispute donc avec 10 clubs. La First Division, elle, passe à 12 clubs avec l'arrivée d'une nouvelle équipe : Kildare County F.C.. Le système de montée et de descente est modifié. Une seule équipe descend automatiquement de Premier en First Division. 
Un play-off est créé pour l’accession en Premier Division : l’équipe classée 9e de Premier division et les équipes classées de la 2e place à la quatrième jouent un petit tournoi par élimination directe dont le vainqueur gagne le droit de jouer la saison suivante en Premier Division.
Demi-finales : 
- Drogheda United bat Cobh Ramblers FC 2-2 / 2-0
- Galway United bat Finn Harps 2-0 / 0-1

Finale
- Drogheda United bat Galway United 0-2 / 3-0

## Les 22 clubs participants
| Premier Division - Bohemians FC - Bray Wanderers - Cork City FC - Derry City FC - Drogheda United - UC Dublin - Longford Town - St. Patrick's Athletic FC - Shamrock Rovers - Shelbourne FC | First Division - Athlone Town - Cobh Ramblers FC - Dundalk FC - Finn Harps - Galway United - Dublin City Football Club - Kildare County F.C. - Kilkenny City AFC - Limerick FC - Monaghan United - Sligo Rovers - Waterford United |

## Classement

### Premier Division
| Rang | Équipe                    | Pts | J  | G  | N  | P  | Bp | Bc | Diff |
| ---- | ------------------------- | --- | -- | -- | -- | -- | -- | -- | ---- |
| 1    | Bohemian FC               | 54  | 27 | 15 | 9  | 3  | 47 | 27 | +20  |
| 2    | Shelbourne FC T           | 49  | 27 | 15 | 4  | 8  | 44 | 26 | +18  |
| 3    | Shamrock Rovers           | 33  | 27 | 12 | 7  | 8  | 42 | 29 | +13  |
| 4    | Cork City FC              | 39  | 27 | 11 | 6  | 10 | 37 | 34 | +3   |
| 5    | Longford Town             | 35  | 27 | 8  | 11 | 8  | 25 | 29 | -4   |
| 6    | UCD                       | 33  | 27 | 8  | 9  | 10 | 23 | 25 | -2   |
| 7    | St. Patrick's Athletic FC | 33  | 27 | 8  | 9  | 10 | 27 | 33 | -6   |
| 8    | Derry City FC             | 31  | 27 | 8  | 7  | 12 | 31 | 37 | -6   |
| 9    | Drogheda United P         | 30  | 27 | 8  | 6  | 13 | 26 | 40 | -14  |
| 10   | Bray Wanderers            | 20  | 27 | 4  | 8  | 15 | 31 | 53 | -22  |

| Légende : Qualifications et relégations | Légende : Qualifications et relégations                                                                                      |
| --------------------------------------- | --- |
|                                         | Champion d'Irlande et Ligue des champions 2003-2004, premier tour de qualification                                           |
|                                         | Coupe UEFA 2003-2004, premier tour de qualification                                                                          |
|                                         | Coupe Intertoto 2003, premier tour                                                                                           |
|                                         | Barrage de relégation en deuxième division                                                                                   |
|                                         | Relégation en deuxième division                                                                                              |
|                                         | T : Tenant du titre P : Promu C : Vainqueur de la Coupe d'Irlande 2002-2003 CL : Vainqueur de la Coupe de la Ligue 2002-2003 |

### First Division
| Rang | Équipe                | Pts | J  | G  | N  | P  | Bp | Bc | Diff |
| ---- | --------------------- | --- | -- | -- | -- | -- | -- | -- | ---- |
| 1    | Waterford United      | 46  | 22 | 13 | 7  | 2  | 37 | 25 | +12  |
| 2    | Finn Harps            | 41  | 22 | 12 | 5  | 5  | 41 | 22 | +19  |
| 3    | Galway United R       | 36  | 22 | 10 | 6  | 6  | 34 | 21 | +13  |
| 4    | Cobh Ramblers FC      | 35  | 22 | 10 | 5  | 7  | 39 | 38 | +1   |
| 5    | Kildare County F.C. P | 33  | 22 | 9  | 6  | 7  | 32 | 31 | +1   |
| 6    | Sligo Rovers          | 30  | 22 | 8  | 6  | 8  | 28 | 17 | +11  |
| 7    | Dublin City           | 28  | 22 | 8  | 4  | 10 | 36 | 35 | +1   |
| 8    | Monaghan United R     | 26  | 22 | 5  | 11 | 6  | 26 | 27 | -1   |
| 9    | Dundalk FC R          | 23  | 22 | 5  | 8  | 9  | 28 | 36 | -8   |
| 10   | Limerick FC           | 23  | 22 | 6  | 5  | 11 | 26 | 36 | -10  |
| 11   | Athlone Town R        | 21  | 22 | 5  | 6  | 11 | 26 | 40 | -14  |
| 12   | Kilkenny City AFC     | 16  | 22 | 3  | 7  | 12 | 23 | 38 | -15  |

| Légende : Qualifications et relégations | Légende : Qualifications et relégations            |
| --------------------------------------- | -------------------------------------------------- |
|                                         | Monte en Première Division                         |
|                                         | Barrages pour l'accession en Première Division     |
|                                         | R : Reléguée de Première Division P : Nouveau club |

## Source
- (en) Alex Graham, Football in the Republic of Ireland : a Statistical Record 1921–2005, Soccer Books Ltd, novembre 2005, 142 p. (ISBN 978-1862231351).